# DC Studios
DC Studios (trước đây là DC Films) là công ty sản xuất phim của Mỹ, là công ty con của Warner Bros. thuộc sở hữu của Warner Bros. Discovery chuyên sản xuất các bộ phim dựa trên các nhân vật của DC Comics. James Gunn và Peter Safran hiện đang là đồng chủ tịch của DC Studios.

## Lịch sử

### Khởi đầu của DC Films
Sau những nhận xét trái chiều về Người Dơi đại chiến Siêu Nhân: Ánh sáng công lý (2016), Warner Bros. Pictures đã tiến hành để ổn định hướng đi của Vũ trụ Mở rộng DC. Tháng 5 năm 2016, hãng phim tái tổ chức để có được các nhà điều hành phim chịu trách nhiệm về thể loại. Do đó, các phim thuộc nhượng quyền của DC Entertainment được đặt dưới DC Films, một công ty con mới được thành lập bởi Jon Berg (phó chủ tịch điều hành Warner Bros.) và Geoff Johns (giám đốc nội dung của DC Comics). Việc này được làm để cạnh tranh sòng phẳng với Vũ trụ Điện ảnh Marvel của Marvel Studios. Geoff Johns cũng giữ nguyên vai trò hiện tại của mình ở DC Comics. Tuy nhiên, công ty con được thành lập không phải để thay đổi chính sách "đã được giám đốc chỉ định sẵn từ trước".
Liên minh Công lý (2017) là một trong những phim có kinh phí lớn nhất (gần 300 triệu USD), nhưng chỉ thu về khoảng 96 triệu USD trong những ngày cuối tuần của tuần đầu tiên. Một bài nghiên cứu trong The Washington Post kỳ vọng là sẽ lại có sự điều chỉnh về hướng đi, với một sự thay đổi khả thi trong công việc lãnh đạo. Vũ trụ Mở rộng DC đã hoạt động dựa theo chính sách "đã được giám đốc chỉ định sẵn từ trước". Những người đóng góp của Forbes cho rằng sự điều chỉnh về hướng đi là để DC Films dừng "vũ trụ được chia sẻ", trong khi vẫn tiếp tục với các phim về Wonder Woman và đôi khi là các phim khác, vì Warner Bros. có những loạt phim khác mà họ có thể dùng đến. Tuy nhiên, vào tháng 12, hãng phim đã nhắc lại phương án làm phim hiện tại của họ dành cho Vũ trụ Mở rộng DC (lúc đó vẫn chưa phải là tên chính thức). Cũng trong tháng đó, Warner Bros. thông báo rằng một chiến lược mới và một sự sắp xếp mới của DC Films sẽ diễn ra với việc Berg rời vai trò đồng chủ tịch sản xuất của hãng phim, để tạo ra một công ty sản xuất dựa trên Warner Bros. với Roy Lee, nhà sản xuất của Bộ phim LEGO (2014) và Chú hề ma quái (2017). Tháng 1 năm 2018, có thông báo cho rằng Walter Hamada, giám đốc điều hành Warner Bros., sẽ là chủ tịch mới của DC Films, và sẽ giám sát các phim thuộc Vũ trụ Mở rộng DC. Hamada vẫn luôn có mối quan hệ chặt chẽ với New Line Cinema, và đã giúp phát triển các phim kinh dị, như Chú hề ma quái (2017) và loạt phim The Conjuring.

### Dưới sự quản lý của Warner Bros. Discovery
Vào tháng 4 năm 2022, sau sự hợp nhất giữa WarnerMedia và Discovery, Inc. để thành lập Warner Bros. Discovery, có thông tin cho rằng Giám đốc điều hành mới David Zaslav đang khám phá việc tái cấu trúc DC Entertainment, bao gồm cả việc có một nhà lãnh đạo sáng tạo giống như chủ tịch Kevin Feige của Marvel Studios dẫn đầu các dự án điện ảnh và truyền hình của nó.
Vào tháng 5 năm 2022, Toby Emmerich sẽ từ chức người đứng đầu Tập đoàn Điện ảnh Warner Bros. sự lãnh đạo riêng của họ. Sau khi Emmerich chuyển đổi từ vai trò trước đây của mình, cựu giám đốc điều hành MGM là Michael De Luca và Pamela Abdy sẽ trở thành đồng điều hành của Warner Bros. Pictures và New Line Cinema, nhưng sẽ tạm thời giám sát các đơn vị còn lại cho đến khi các vị trí mới của họ được lấp đầy. Hamada dự kiến sẽ báo cáo với Luca và Abdy, mặc dù người ta lưu ý rằng tương lai của anh ấy tại DC Films vẫn chưa rõ ràng sau khi tái cơ cấu.

## Chức vụ

### Hiện tại
- Walter Hamada (tháng 1 năm 2018–hiện tại): Chủ tịch, Nhà sản xuất các phim DC tại Warner Bros. Pictures.[4][13]
- Chantal Nong (tháng 2 năm 2018–hiện tại): Phó giám đốc Sản xuất, giám sát quá trình phát triển & quản lý sản xuất các phim DC.[16]

### Trước đây
- Geoff Johns (tháng 5 năm 2016–tháng 12 năm 2017): Cựu đồng chủ tịch của DC Films, cựu chủ tịch và cựu CCO của DC Entertainment (tháng 2 năm 2010–tháng 6 năm 2018), và nhà điều hành cũ của DCEU (2015–tháng 6 năm 2018).[17][18]
- Jon Berg (tháng 5 năm 2016–tháng 12 năm 2017): Cựu phó chủ tịch điều hành của WB, cựu đồng chủ tịch của DC Films, và nhà điều hành cũ của DCEU.[9][17]

## Dự án
Tất cả các sản phẩm đều là một phần của Vũ trụ Mở rộng DC (DCEU) trừ khi có ghi chú khác.
| #               | Tiêu đề                                     | Ngày phát hành ở Mỹ  | Đạo diễn               | Công ty sản xuất                                                                                    | Ghi chú                |
| Đã phát hành    | Đã phát hành                                | Đã phát hành         | Đã phát hành           | Đã phát hành                                                                                        | Đã phát hành           |
| --------------- | ------------------------------------------- | -------------------- | ---------------------- | --------------------------------------------------------------------------------------------------- | ---------------------- |
| 1               | Biệt đội cảm tử                             | 5 tháng 8 năm 2016   | David Ayer             | Warner Bros. Pictures and Atlas Entertainment                                                       |                        |
| 2               | Nữ thần chiến binh                          | 2 tháng 6 năm 2017   | Patty Jenkins          | Warner Bros. Pictures, Atlas Entertainment and Cruel and Unusual Films                              |                        |
| 3               | Liên minh Công lý                           | 17 tháng 11 năm 2017 | Zack SnyderJoss Whedon | Warner Bros. Pictures, RatPac-Dune Entertainment Atlas Entertainment and Cruel and Unusual Films    |                        |
| 4               | Aquaman                                     | 21 tháng 12 năm 2018 | James Wan              | Warner Bros. Pictures and The Safran Company                                                        |                        |
| 5               | Shazam!                                     | 5 tháng 4 năm 2019   | David F. Sandberg      | Warner Bros. Pictures, New Line Cinema and The Safran Company                                       |                        |
| 6               | Joker                                       | 4 tháng 10 năm 2019  | Todd Phillips          | Warner Bros. Pictures, Village Roadshow Pictures, BRON Creative and Joint Effort Productions        | Không thuộc DCEU.      |
| 7               | Birds of Prey                               | 7 tháng 2 năm 2020   | Cathy Yan              | Warner Bros. Pictures, LuckyChap Entertainment, Kroll & Co. Entertainment and Clubhouse Productions |                        |
| 8               | Nữ thần chiến binh 1984                     | 25 tháng 12 năm 2020 | Patty Jenkins          | Warner Bros. Pictures, Atlas Entertainment and The Stone Quarry                                     |                        |
| 9               | Liên minh Công lý phiên bản của Zack Snyder | 18 tháng 3 năm 2021  | Zack Snyder            | Warner Bros. Pictures, Atlas Entertainment and The Stone Quarry                                     | Độc quyền trênHBO Max  |
| 10              | Điệp vụ cảm tử                              | 5 tháng 8 năm 2021   | James Gunn             | Warner Bros. Pictures, Atlas Entertainment and The Safran Company                                   |                        |
| 11              | The Batman                                  | 4 tháng 3 năm 2022   | Matt Reeves            | Warner Bros. Pictures, 6th & Idaho and Dylan Clark Productions                                      | Không thuộc DCEU.      |
| 12              | Black Adam                                  | 21 tháng 10 năm 2022 | Jaume Collet-Serra     | Warner Bros. Pictures, New Line Cinema, Seven Bucks Productions and FlynnPictureCo.                 | Hậu kỳ                 |
| 13              | Shazam! Fury of the Gods                    | 21 tháng 12 năm 2022 | David F. Sandberg      | Warner Bros. Pictures, New Line Cinema, The Safran Company                                          | Hậu kỳ                 |
| 14              | The Flash                                   | 23 tháng 6 năm 2023  | Andy Muschietti        | Warner Bros. Pictures, The Disco Factory and Double Dream                                           |                        |
| 15              | Blue Beetle                                 | 18 tháng 8 năm 2023  | Angel Manuel Soto      | Warner Bros. Pictures, Entertainment One, S&K Pictures and The Safran Company                       |                        |
| 16              | Aquaman và Vương Quốc Thất Lạc              | 22 tháng 12 năm 2023 | James Wan              | Warner Bros. Pictures, The Safran Company, Atomic Monster Productions                               |                        |
| Đang phát triển |                                             |                      |                        | |                        |
|                 | Black Canary                                | TBA                  | TBA                    | Warner Bros. Pictures                                                                               | Độc quyền trên HBO Max |
|                 | Static Shock                                | 2022–2023            | TBA                    | Warner Bros. Pictures, Milestone Media and Outlier Society Productions                              |                        |
|                 | Green Lantern Corps                         | 2022–2023            | TBA                    | Warner Bros. Pictures                                                                               |                        |
|                 | Supergirl                                   | 2022–2023            | TBA                    | Warner Bros. Pictures                                                                               |                        |
|                 | Zatanna                                     | TBA                  | TBA                    | Warner Bros. Pictures and Bad Robot Productions                                                     |                        |
|                 | Untitled Superman film                      | TBA                  | TBA                    | Warner Bros. Pictures and Bad Robot Productions                                                     | Không thuộc DCEU.      |
|                 | Untitled third Wonder Woman film            | TBA                  | Patty Jenkins          | Warner Bros. Pictures                                                                               |                        |
|                 | Untitled Hourman film                       | TBA                  | TBA                    | Warner Bros. Pictures and Chernin Entertainment                                                     |                        |
|                 | Joker: Folie à Deux                         | TBA                  | Todd Phillips          | Warner Bros. Pictures, Village Roadshow Pictures and Bron Creative                                  | Không thuộc DCEU.      |
|                 | Blackhawks                                  | —                    | Steven Spielberg       | Warner Bros. Pictures, Amblin Entertainment and Kroll & Co. Entertainment                           | Không thuộc DCEU.      |
|                 | Untitled The Batman sequel                  | TBA                  | Matt Reeves            | Warner Bros. Pictures, 6th & Idaho and Dylan Clark Productions                                      | Không thuộc DCEU.      |

1. ↑   Whedon được Warner Bros. Pictures thuê trong quá trình hậu sản xuất để thay đổi đáng kể bộ phim. Anh ấy được ghi nhận là đồng biên kịch, trong khi đạo diễn của anh ấy được ghi nhận trên sân khấu với tư cách là nhà sản xuất điều hành. Mặc dù vậy, Snyder vẫn được tín nhiệm duy nhất với tư cách là đạo diễn của bộ phim.
2. ↑  Access Entertainment,[19]
3. ↑  Còn được gọi là Harley Quinn: Birds of Prey hoặc tên dài của Birds of Prey (và Cuộc giải phóng Fantabulous of One Harley Quinn)[20][21]